# Монокултура
Монокултура (на латински: monos = единичен, cultura = обработка, култивиране) е метод на земеделска обработка, при който стопанството се основава на възвръщаемост от един сезон до следващия само с една култура на една и съща голяма площ земя, възползвайки се от климатичните условия и почвата. Например: плантациите за кафе и чай в тропиците и „пшеничния пояс“ в централната част на Съединените щати.
Това е най-често използваният съвременен метод на обработка.
Недостатъците на монокултурата са, че земеделският прираст е чувствителен по отношение на метеорологичните условия и цените се колебаят на световния пазар, а в случай на унищожаване на културите, земеделският производител няма да има какво да продава на пазара (това беше една от причините за големия глад в Ирландия).